# Проект об учреждении Московского университета

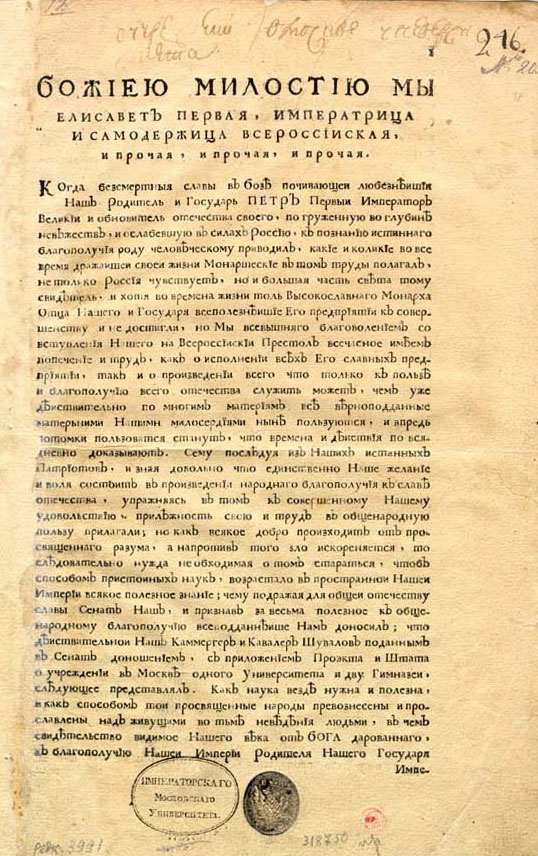
Проект об учреждении Московского университета (1755)

Прое́кт об учрежде́нии Моско́вского университе́та — законодательный акт Российской империи об основании Императорского Московского университета, утверждённый императрицей Елизаветой Петровной 12 (23) января 1755 и вошедший в состав указа «Об учреждении Московского университета и двух гимназий», обнародованного Сенатом и вступившего в силу 24 января (4 февраля) 1755.
К идее основания университета в Москве привело знакомство И. И. Шувалова с М. В. Ломоносовым в 1750 году и обсуждение между ними проблемы развития университетского образования в России. И. И. Шувалов сообщил М. В. Ломоносову об этой идее (19 (30) мая 1754) в ответном письме, изложив краткий план устройства университета, а затем представил развёрнутый проект, над окончательным текстом которого они вместе работали несколько недель. Разработанный проект был внесён И. И. Шуваловым в Сенат (19 (30) июля 1754) вместе с обоснованием необходимости основания нового университета и мотивами его размещения в Москве. Сенат одобрил проект и передал на рассмотрение императрицы Елизаветы Петровны. Вероятно, уже в конце июля — начале августа 1754 года проект об учреждении Императорского Московского университета был утверждён, о чём свидетельствует указ императрицы от 8 (19) августа 1754 о передаче университету здания Главной аптеки в Москве, а также изготовленная памятная медаль в честь основания университета с датой «1754». Однако обнародование указа об основании университета откладывалось из-за неготовности университетского здания, ремонт которого затянулся до зимы. Проект был возвращён в Сенат 2 (13) декабря 1754 и в день Святой мученицы Татианы (именины матери И. И. Шувалова) вновь подписан императрицей Елизаветой. 
Содержание проекта отразило компромисс между желанием И. И. Шувалова поставить университет под контроль государства, с одной стороны, и удовлетворить с его помощью потребности в обучении дворянского сословия и идеями М. В. Ломоносова, последовательно придерживавшегося европейских образцов автономной университетской корпорации и желавшего развивать в России всесословное высшее образование.
Императорский Московский университет до 1804 года так и не получил Устава и управлялся в соответствии с положениями «Проекта об учреждении Московского университета», носившего предварительный характер. Уже в указе об основании Московского университета предусматривалась его скорая замена «регламентом» (Уставом) университета.
Несколько попыток введения Устава в Московском университете успехом не увенчались. Работа над регламентом началась по инициативе И. И. Шувалова в 1760 году и продолжалась в Конференции университета с участием директора и кураторов до 1767 года, когда готовый проект был представлен императрице Екатерине II, но не утверждён. Новые проекты Устава возникали в 1780-е гг. в связи с деятельностью Комиссии о народных училищах (тогда предлагалось открыть новые университеты в Пензе, Чернигове, Пскове). В проекте 1787 года, подготовленным членом Комиссии, директором народных училищ О. П. Козодавлевым решались проблемы расширения университетского преподавания, наделения учёных чинами, последовательно проводился принцип всесословности образования. Этот проект, однако, также не был утверждён императрицей. Первым уставом Московского университета стал созданный в ходе реформ народного просвещения в начале царствования императора Александра I Устав 1804 года.